# Monarca crestat meridional
El monarca crestat meridional (Trochocercus cyanomelas) és un ocell de la família dels monàrquids (Monarchidae).

## Hàbitat i distribució
Habita boscos i matolls del nord-oest de Zàmbia, sud-est i nord-est de la República Democràtica del Congo, Uganda, Ruanda, Burundi, centre i sud-est de Kenya i sud de Somàlia, cap al sud, a través de Tanzània, Malawi, est de Zimbabwe i Moçambic fins l'est i sud de Sud-àfrica.

## Taxonomia
Alguns autors consideren les poblacions orientals, des de Somàlia fins Tanzània oriental, com una espècie diferent:
- monarca crestat oriental[3] - Trochocercus bivittatus Reichenow, 1879.